# Emberiza chrysophrys

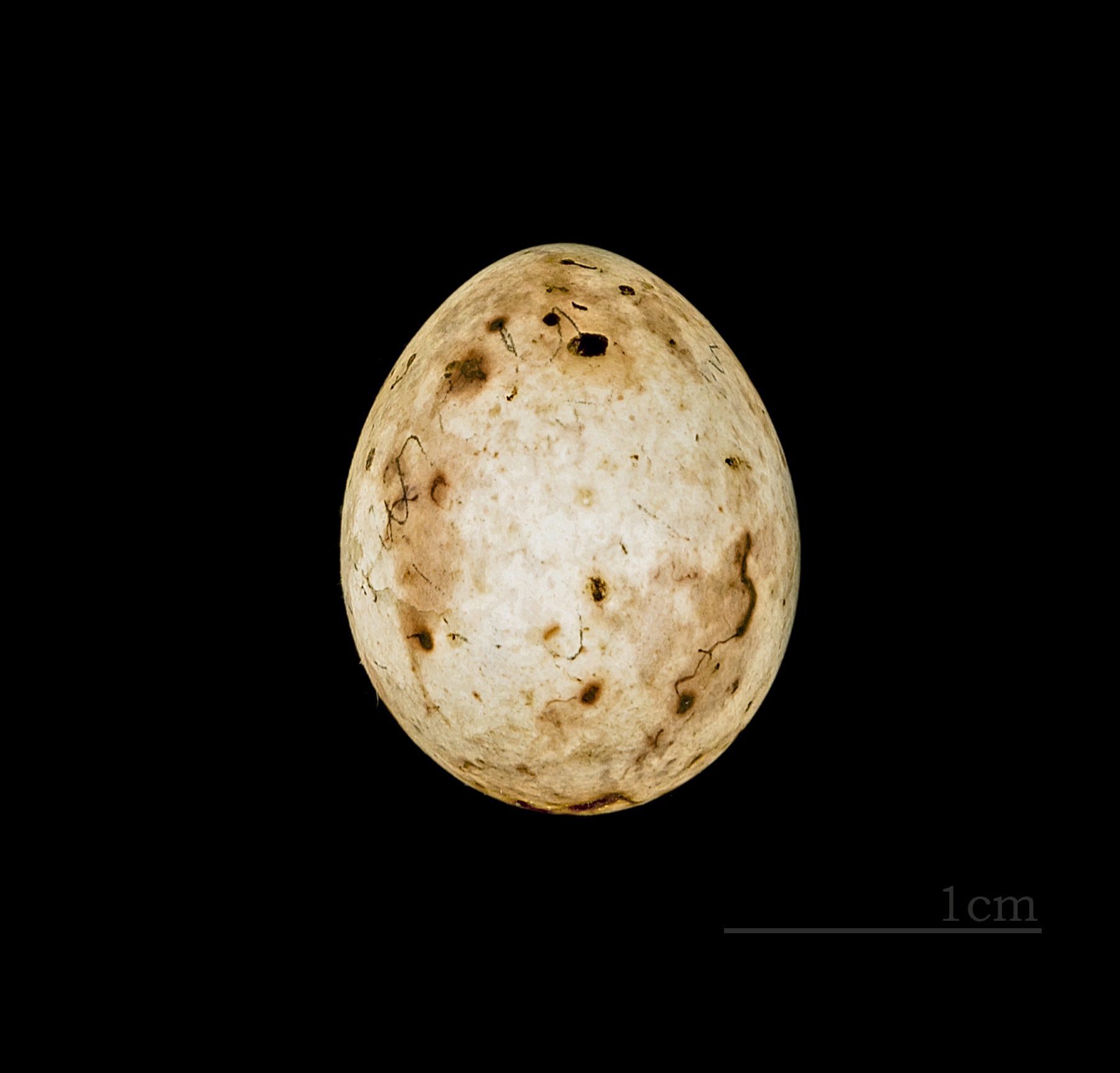
Emberiza chrysophrys

Emberiza chrysophrys là một loài chim trong họ Emberizidae.